# Лайме, Александр
Александр Лайме (латыш. Aleksandrs Laime; исп. Alejandro Laim; 9 июля 1911, Рига — 21 марта 1994, Канайма, Боливар) — латвийский и венесуэльский естествоиспытатель и путешественник.

## Биография
Родился в Риге. В 16-летнем возрасте отправился на поезде в Париж, где самостоятельно исследовал Францию. В Марселе, попав на торговое судно, отправился в Египет. Жил в Каире, где учился в мусульманской школе Азанхерифа, пока родители не выслали денег на возвращение в Ригу.
Получил образование по специальности «Межевание» в Рижском техническом университете. С началом Второй мировой войны, в 1939 году, эмигрировал в Венесуэлу.
Скончался от сердечного приступа 21 марта 1994 года, в возрасте 83 лет, неподалёку от городка Канайма.

## Исследовательская деятельность
В 1946 году стал первым представителем Запада (по другим данным первый — в мире человек, который дошёл пешком), сумевшим подняться к истокам реки, которая питает Анхель.
В 1955 году первым в мире совершил восхождение на вершину Ауянтепуи; его маршрут и сегодня используется туристами для восхождения на Ауянтепуи.
В этом же году открыл ранее не известную реку Кереп. Название реки было присвоено в честь латвийской реки Гауя. Официально название реки опубликовал 18 ноября 1955 года в журнале El Nacional.
Исследовал малоизвестные и малодоступные районы Боливии, Перу, Колумбии, Эквадора. Сделал первые описания многочисленных горных районов, плато, сельвы. Вместе с Чарльзом Боаном основал туристический лагерь Канайма, созданный исключительно для привлечения туристов на Анхель.

## Память
- Самое высокое в мире горное плато в Венесуэле носит имя — плато Лайме.
- Имя Александра Лайме в 2017 году присвоено новой улице в Риге, в микрорайоне Скансте[2].
- В 2011 году режиссёр Владислав Щепин снял документальный фильм «Искатели приключений. Александр Лайме: алмазы водопада Ангела».